# Veaceslav Ioniță
Veaceslav Pavel Ioniță (n. 4 octombrie 1973, în Strășeni) este un politician, doctor în economie, conferențiar universitar, expert pe probleme economice din Republica Moldova și începând cu anul 2009 - deputat în Parlamentul Republicii Moldova.

## Biografie
Veaceslav Ioniță s-a născut la 4 octombrie 1973 în Strășeni, RSS Moldovenească. Dupa școala generală din Strășeni a urmat și absolvit Academia de Studii Economice din Moldova. În prezent este conferențiar univeristar la catedra de Management Social în cadrul ASEM și expert pe probleme economice în cadrul Institutului pentru Dezvoltare și Inițiative Sociale IDIS "Viitorul".
Veaceslav Ioniță este autorul numeroaselor publicații ce țin de domeniul administrației publice, finațelor publice locale, descentralizării fiscale.
În anul 2009 este ales parlamentar pe listele PLDM și numit în funcția de președinte al ″Comisiei parlamentare economie, buget și finanțe″. Pe 25 septembrie 2014, Ioniță a fost exclus din fracțiunea parlamentară a PLDM, după ce acesta a prezentat presei documente care ar demonstra că de la Banca de Economii a Moldovei au fost furate aproximativ 450 de milioane de lei de către președintele Partidului Liberal Democrat din Moldova, Vlad Filat.

## Lucrări
- Managementul cunoștințelor, Chișinău 2005
- Ghidul primarului, Chișinău 2005
- Ghidul orașelor din republica Moldova, Chișinău 2004
- Regulatory Governance in SEE Countries: Progress and Challenges, OECD 2004
- Основы государственного администрирования, Chișinău 2001.
- Managementul administrației publice. Manual, A.S.E.M., Chișinău 1999.
- Studii de caz. Îndrumar metodic la disciplina „Bazele managementului”. A.S.E.M., Chișinău 1998.[3]